# Rapanui jezik
Rapanui jezik (pascuense, nazivan i rapa nui, što je ustvari ime otoka a ne jezika; ISO 639-3: rap), austronezijski jezik polinezijske skupine kojim govori 3 390 ljudi, u Čileu (2000. god.), od čega na Uskršnjem otoku 2 200, i nešto na Tahitima u Francuskoj Polineziji i SAD-u.
Leksička sličnost (64%) s Havajskim [haw], Mangarevskim [mrv] i Rarotonškim [rar]. U upotrebi je i španjolski.
Naziv za otok je Rapa Nui, a narod se zove Rapanui.

## Riječi i fraze havajski/rapanui
- kanaka = tangata = čovjek
- kane = tane = muško, muškarac
- wahine = vahine = žensko
- mauna = maunga = planina
- wai = vai = voda
- lani = rangi = nebo
- ali'i = ariki = vođa, poglavica, kralj
- 'uhane = kuhane = duh
- hale = hare = kuća

Rapanui
- rohi-rohi a au = umoran sam
- riva-riva = dobro
- rake-rake = loše
- maruaki a au = gladan sam
- 'I he te hare hopu? = Gdje je kupaonica?
- mauru-uru = ne, hvala (hvala, ne)
- 'Iorana koe
- 'Iorana koe (jednoj osobi) 'Iorana korua (kad ih je više) = Pozdrav i zbogom[3]

## Vanjske poveznice
- Ethnologue (14th)
- Ethnologue (15th)